# 秋川消防署
秋川消防署（あきがわしょうぼうしょ）は、東京都あきる野市にある、東京消防庁第九消防方面本部に所属する消防署。山岳救助隊がある。

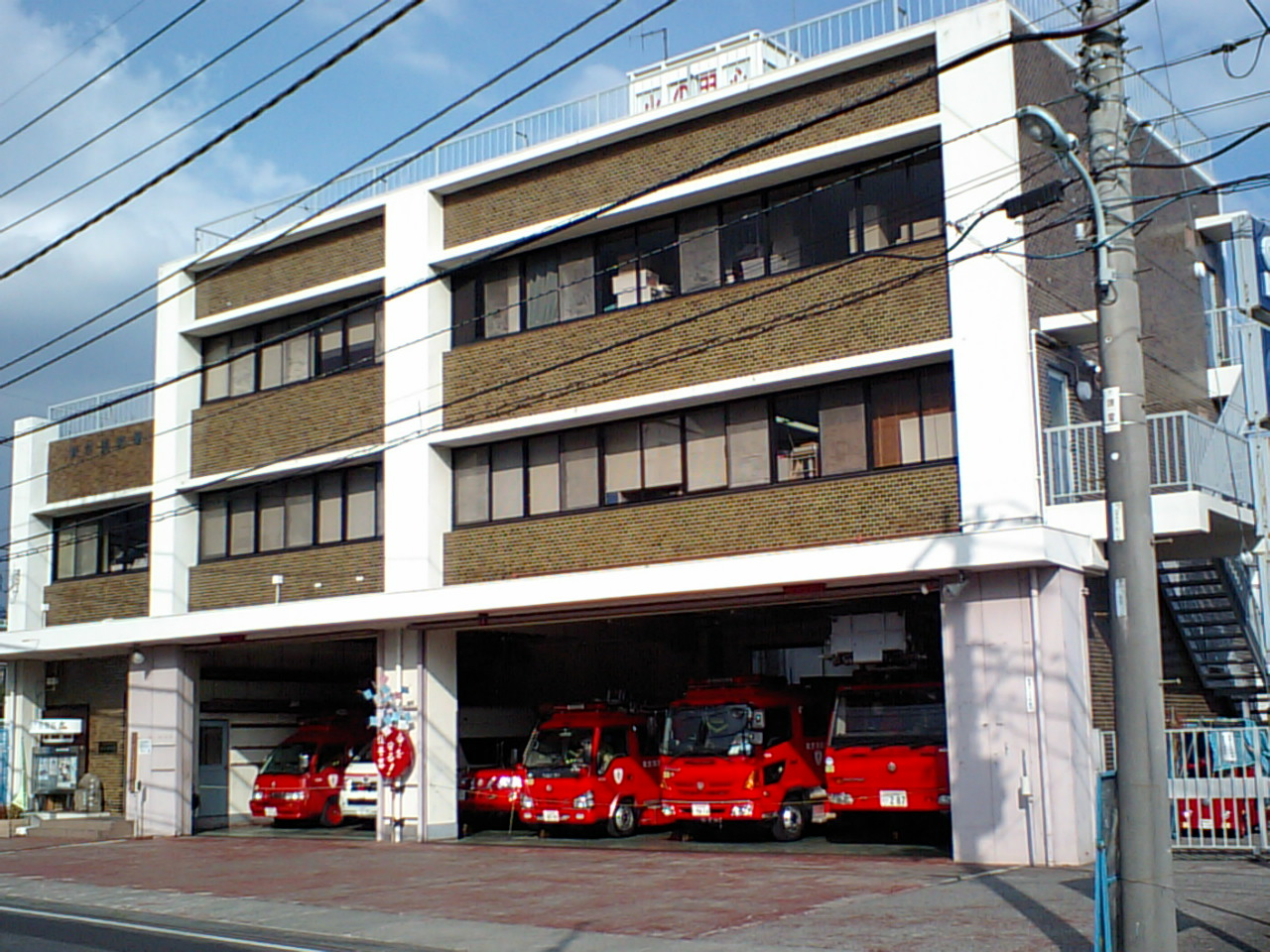

## 概要
本署および2出張所があり、あきる野市、西多摩郡日の出町、同檜原村の、1市1町1村を管轄している。

## 住所
- 秋川消防署
  - あきる野市伊奈466（JR五日市線、武蔵増戸駅下車）
- 秋留台消防出張所（特別消火中隊あり） 
  - あきる野市秋川5-6-2（JR五日市線、秋川駅下車）
- 檜原消防出張所
  - 檜原村526（JR五日市線、武蔵五日市駅より、払沢の滝入口方面、西東京バスで、中本宿下車）

## 沿革
- 1970年（昭和45年）4月1日 - 秋川地区消防組合設立、消防本部設置
- 1971年（昭和46年）2月1日 - 現在地に本部庁舎新築落成、救急業務の運用開始
- 1972年（昭和47年）4月1日 - 秋川消防署を開署し、職員42名、消防ポンプ車4台、救急車1台、広報車1台で事務を開始
- 1974年（昭和49年）3月31日 - 翌日の消防事務委託に伴い秋川地区消防組合が解散
- 1974年（昭和49年）4月1日 - 東京消防庁に消防事務委託され東京消防庁秋川消防署に改称。
- 1974年（昭和49年）5月13日 - 秋留台出張所新築落成
- 1974年（昭和49年）12月16日 - 檜原出張所新築落成
- 1987年（昭和62年）5月1日 - 秋川山岳救助隊発足（青梅、奥多摩、八王子各消防署も同時に発足）
- 2004年（平成16年）2月9日 - （日の出町）日の出ヘリポート運用開始
- 2005年（平成17年）2月16日 - （檜原村）数馬ヘリポート運用開始
- 2005年（平成17年）4月26日 - （あきる野市）深沢山岳救助訓練場運用開始
- 2005年（平成17年）8月23日 - 秋留台特別消火中隊発足

## 窓口
- 総務課
  - 管理係
  - 経理係
- 警防課
  - 防災係
  - 消防係
  - 救急係
  - 機械装備係
- 予防課
  - 防火査察係
  - 予防係
  - 危険物係
- 各出張所

## 車両
- 秋川消防署

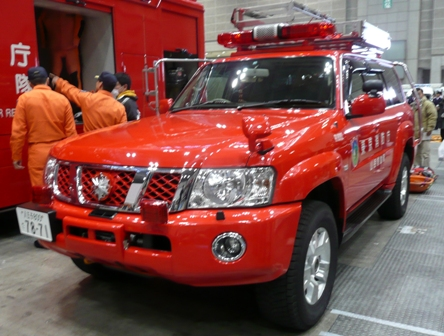
山岳救助車

  - 指揮隊車1、消防ポンプ車2、梯子車1、水槽車1、高規格救急車1、山岳救助車1
- 秋留台消防出張所
  - ポンプ車2、高規格救急車1、
- 檜原消防出張所
  - ポンプ車1、高規格救急車1

## 出来事
- 2022年12月29日 - 秋留台出張所の救急車が、拝島町の国道16号で中央分離帯に衝突して横転、隊員3人が軽傷を負った。3人は約17時間連続で勤務していた。[1]